# G.R.A.M.
G.R.A.M. ist eine österreichische Künstlergruppe, die 1987 von  Günther Holler-Schuster,  Ronald Walter,  Armin Ranner und  Martin Behr in Graz gegründet wurde.
Das Kollektiv ist in unterschiedlichsten Medien (u. a. Fotografie, Malerei, Grafik, Installationen, Film, Video) aber auch als Veranstalter aktiv.
Heute besteht G.R.A.M. nur mehr aus zwei Personen: Günther Holler-Schuster arbeitet hauptberuflich als Kurator für die Neue Galerie Graz und als Lehrbeauftragter für Multimedia-Art an der FH Joanneum, Martin Behr ist als Journalist für die Salzburger Nachrichten tätig.

## Ausstellungen (Auswahl)
- 2017 Der Regenschirm, die Schaufeln und der koreanische Tanz, FOTOHOF, Salzburg
- 2015 Destination Wien 2015, Kunsthalle Wien, Wien
- 2007 China entdecken – Künstlerhaus Graz
- 2006 Wenn der Tito stirbt – Pavelhaus, Laafeld / Steirischer Herbst Graz
- 2006 Global Player – Galerie Christine Koenig, Wien
- 2006 fussballfrei – OL, Fritsche, G.R.A.M., Pirker & Hamann. Galerie der Stadt Wels, Wels
- 2006 G.R.A.M. performances. Museum Sammlung Friedrichshof, Zurndorf
- 2005 Natur – Raum – Kunst. Aus den Sammlungen des Museums und Ernst Ploil. Museum der Moderne Salzburg Moenchsberg
- 2005 Medienturm SHOWS 05. G.R.A.M. Allhamduleilah. Kunstverein Medienturm Graz – quartier21, Wien – Visuelle Musik, Vienna
- 2005 G.R.A.M. Passionierte Ueberzeugungstaeter. Rakouské kulturní fórum Praha, Praha/CZ
- 2004 G.R.A.M./Gerhard Roth. Jagdausflug im Stillen Ozean. Galerie Lisi Haemmerle, Bregenz
- 2003 Cameron Jamie & G.R.A.M. Christine Koenig Gallery, Vienna; Kunsthalle K2, Semriach
- 2002 Wiener Blut. Christine Koenig Gallery, Wien
- 2002 Schindler Workshop, as part of Rirkrit Tiravanija. Secession, Vienna
- 1997 G.R.A.M. Paparazzi. Atelier Augarten, Vienna; Grazer Kunstverein, Graz

## Auszeichnungen
- 2010: Kunstpreis der Stadt Graz
- 2019: Österreichischer Kunstpreis für Künstlerische Fotografie 2018 (Martin Behr und Günther Holler-Schuster)[1]

## Publikationen
- 2009 Paparazzi, FOTOHOF>EDITION, ISBN 978-3-902675-07-1
- 2016 Der Coup der tadellosen Männer, FOTOHOF>EDITION, ISBN 978-3-902993-43-4